# Gisbert von Bonin
Pour les articles homonymes, voir Bonin.
Gisbert von Bonin, également Gisbert von Bonin-Brettin, (né le 6 mai 1841 à Altenplathow, arrondissement de Jerichow II (de) et mort le 14 mars 1913 à Berlin) est un propriétaire de manoir et avocat administratif prussien. Il est ministre d'État du duché de Saxe-Cobourg et Gotha.

## Biographie
Il est issu de l'ancienne famille noble de Poméranie von Bonin et est le fils du ministre prussien des Finances et du président Gustav von Bonin et de Maria née Keller (1814-1849). Le 22 avril 1872, à Godesberg, Bonin se marie avec la veuve Maria von der Heydt, née baronne von Hurter (née le 7 novembre 1839 à Elberfeld et morte le 18 août 1912 au manoir de Brettin, arrondissement de Jerichow), fille du conseiller judiciaire royal prussien Reinhold baron von Hurter et Maria Therese von Hurter née Sausset. Il s'appelle également Gisbert von Bonin-Brettin, du nom du domaine dont il a hérité,
En tant qu'élève, Bonin étudie à l'Académie de chevalerie de Brandebourg puis le lycée de Stendal (de). Il étudie le droit et la caméralisme à l'Université royale de Greifswald, à l'Université Robert-Charles de Heidelberg et à l'Université Frédéric-Guillaume de Berlin. Il devint membre des corps Guestfalia Greifswald (1862) et Guestphalia Heidelberg (de) (1862) ainsi que porteur du ruban du corps Guestphalia Halle (de) (1867). En 1865, il obtient son doctorat à l'Université Frédéric de Halle. Évaluateur du gouvernement depuis 1869, il commence à travailler pour l'administration des chemins de fer prussiens. De 1876 à 1880, il est administrateur de l'arrondissement de Grevenbroich (de) et, à partir de 1880, il est administrateur de l'arrondissement de Düsseldorf (de). En 1881, il rejoint le ministère des Finances et, un an plus tard, il est nommé Conseil privé des finances et Conseil des conférenciers. De mars 1888 à novembre 1891, il est ministre d'État directeur du duché de Saxe-Cobourg et Gotha et représentant autorisé auprès du Conseil fédéral. En 1891, il prend sa retraite en tant que conseiller général ; Il continue cependant de représenter les duchés au Conseil fédéral. Pendant cette période, il vit au Palais d'Hiver de Gotha (de). De 1902 jusqu'à sa mort, il siège en tant que député héréditaire de la Chambre des seigneurs de Prusse. Il est conservateur de la Fondation Roi-Guillaume-et-Impératrice-Augusta et chevalier légal de l'Ordre de Saint-Jean.